# Szabła

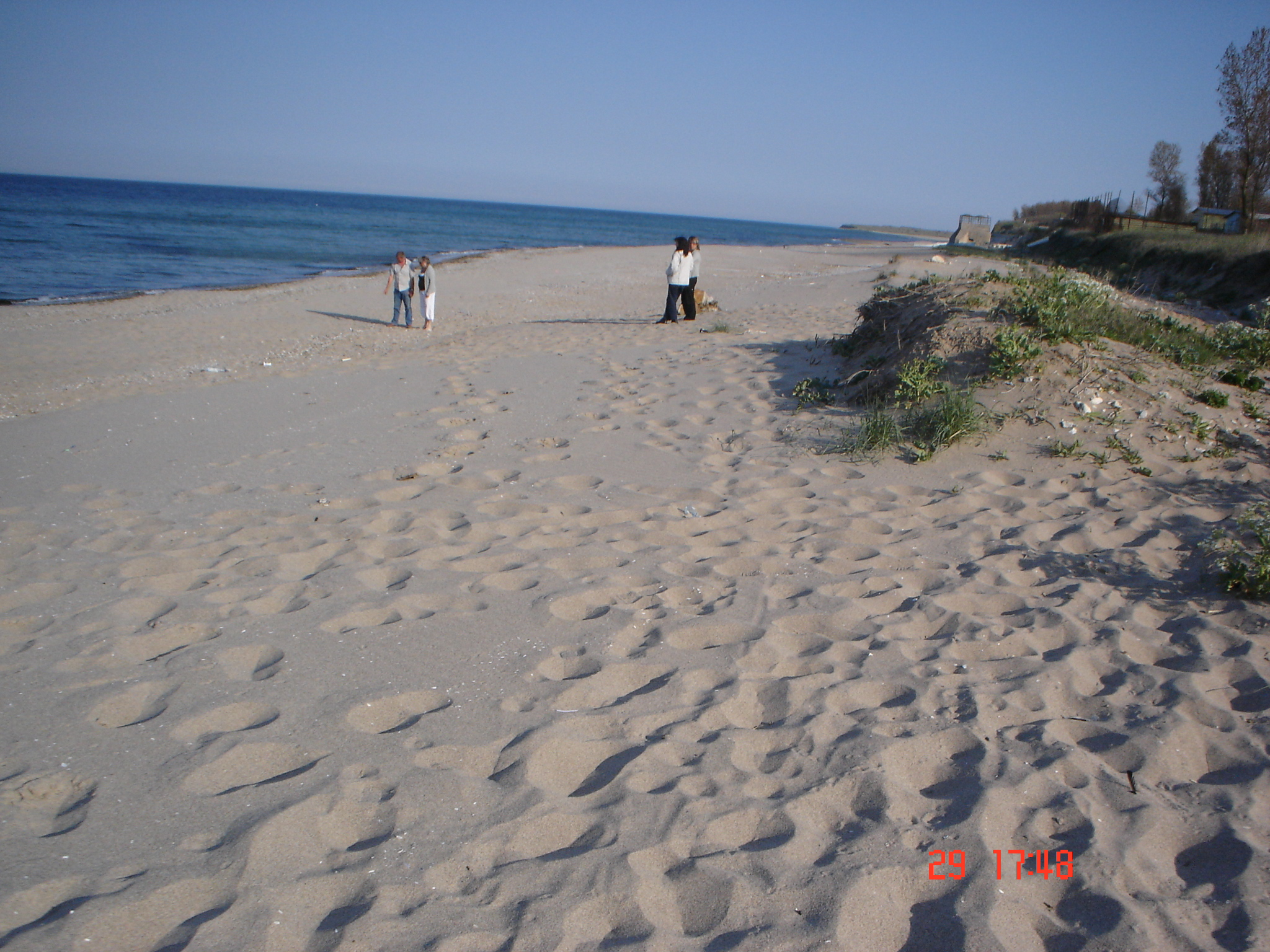
Plaża przy Szabli

Szabła (bułg. Шабла) – miasto w północno-wschodniej Bułgarii, w obwodzie Dobricz. Jest ośrodkiem administracyjnym gminy Szabła.

## Geografia
Miejscowość Szabła położona jest 72 km na wschód od Dobriczy, 25 km na północny wschód od miejscowości Kawarna i 7 km na zachód od przylądku Szabła. Centrum miasteczka znajduje się 2 km od linii brzegowej morza Czarnego, gdzie znajduje się plaża. 4 grudnia 2012 roku w Szabli odnotowano jedno z najsilniejszych w tym rejonie trzęsień ziemi, 5 w skali Richtera.

## Historia
Teren miasta został pierwotnie zasiedlony przez Traków.

## Struktury wyznaniowe
Mieszkańcy są wyznania prawosławnego.

## Sport
Działa tutaj klub piłkarski FK Szabła.

## Demografia
| Rok       | 1934  | 1946  | 1956  | 1965  | 1975  | 1985  | 1992  | 2001  | 2011  |
| Populacja | 2 623 | 2 825 | 3 788 | 4 536 | 4 477 | 4 725 | 4 401 | 4 008 | 3 401 |